# Somewhere Out There
Somewhere Out There ist ein von James Horner, Cynthia Weil und Barry Mann für den Film Feivel, der Mauswanderer (1986) geschriebener Filmsong. Das von Linda Ronstadt und James Ingram gesungene Lied wurde für einen Oscar nominiert und mit zwei Grammy Awards ausgezeichnet. Die deutsche von Tobias Thoma und Bianca Krahl gesungene Fassung heißt In der Ferne.

## Veröffentlichung
Das Lied wird in Feivel, der Mauswanderer von Feivel und Tanya Mousekewitz gesungen, nachdem beide New York City erreicht haben, aber noch getrennt sind.
Der in den EMI Abbey Road Studios in London aufgenommene Soundtrack An American Tail hat zwei Fassungen des Liedes. Eine mit dem London Philharmonic Orchestra aufgenommene Instrumentalfassung, die 2 Minuten und 40 Sekunden lang ist und das 3 Minuten und 58 Minuten dauernde Duett von Ronstadt und Ingram.
Der deutschsprachige Soundtrack enthält neben der deutschen Fassung In Der Ferne als letztes Stück der A-Seite des Albums als erstes Stück der B-Seite die von Ronstadt und Ingram gesungene englische Fassung Somewhere Out There.
Im November 1986 wurde die Single zu Somewhere Out There veröffentlicht.
Das Duett von Ronstadt und Ingram erreichte im März 1987 den zweiten Platz in den Billboard Hot 100 und konnte sich insgesamt 22 Wochen in diesen Charts halten.
Liza Minnelli sang das Lied während ihres Konzerts 1987 in der Carnegie Hall in New York. Es wurde in Minellis Album Liza Minnelli: At Carnegie Hall aufgenommen.
Eine Interpretation des Liedes von Roger Williams findet sich auf der 1999 veröffentlichten Kompilation Most Beautiful Melodies of the Century: Somewhere out There.

## Ehrungen
- Grammy Awards: James Horner, Cynthia Weil und Barry Mann erhielten 1988 für dieses Lied den Grammy für das Lied des Jahres und den Grammy für das beste Lied, geschrieben für visuelle Medien. Für das Ehe- und Künstlerpaar Cynthia Weil und Barry Mann sollten diese die beiden einzigen Grammys ihrer erfolgreichen Zusammenarbeit bleiben.[8] Ingram und Ronstadt waren zusätzlich nominiert für den Grammy für beste Pop-Duo-/Gruppenperformance mit Gesang.[4]
- Oscars: Das Lied war 1987 als bester Filmsong nominiert. Der Oscar ging aber an Take My Breath Away aus Top Gun.[9]
- Golden Globe Awards: Somewhere Out There war 1987 für den Golden Globe für den besten Filmsong nominiert.[10]
- BMI Film & TV Awards: 1988 Ehrung als Most Performed Song from a Film[11]